# Demain la tempête
Pour les articles homonymes, voir La Tempête.
Demain la tempête (titre original : Al filo del agua) est un roman de l'écrivain mexicain Agustín Yáñez publié en 1947.  

## Jugements
- Carlos Fuentes : « Nous avions jusqu'alors une littérature marquée par une grande tradition rurale, ainsi que par la révolution mexicaine. Les thèmes abordés s'emboîtaient entre la province, les petites villes, la campagne et les événements de 1910. Cette veine a culminé avec Demain la tempête d'Agustín Yáñez, en 1947, Pedro Páramo de Juan Rulfo, en 1955. Après ces deux grands romans, de véritables chefs-d’œuvre, il n'était plus possible d'ajouter quoi que ce soit, tout était dit. Qui pourrait encore parler d'un cacique mieux que Juan Rulfo? Qui pourrait encore parler de l’Église et des villages comme l'a fait Yáñez ? »[1]

### Éditions
- Édition originale : Al filo del agua, 1947.
- Édition française : Demain la tempête, traduit du mexicain par Mathilde Pomès, préface de Carlo Coccioli, collection "Feux croisés", Plon, 1961.